# Poeciloneta calcaratus
Poeciloneta calcaratus is een spinnensoort in de taxonomische indeling van de hangmatspinnen (Linyphiidae).
Het dier behoort tot het geslacht Poeciloneta. De wetenschappelijke naam van de soort werd voor het eerst geldig gepubliceerd in 1909 door Emerton.

## Voorkomen
De soort komt voor in Canada en de Verenigde Staten.